# Индонезијски ћук
Индонезијски ћук (лат. Ninox natalis) врста је сове из породице правих сова и ендемска је врста Божићног острва. Њено природно станиште су суптропске или тропске влажне низијске шуме. Угрожена је губитком свог станишта. Перје јој је црвенкасте боје, а тесно је повезана са припадницима истог рода у Југоисточној Азији и Аустралији. Врста живи једино на Божићном острву, где према процени из 2004. године обитава свега 1000 птица, што је мање у односу на 560 парова 1998. године.